# Francesco Venimbeni
Francesco Venimbeni (Fabriano, 2 settembre 1251 – 22 aprile 1322) è stato un presbitero italiano dell'Ordine dei frati minori, vissuto quasi esclusivamente a Fabriano. Da tempo immemorabile viene venerato come beato.

## Biografia
Francesco Venimbeni nasce a Fabriano il 2 settembre 1251 da famiglia benestante. Il padre Compagno, di professione medico, aveva studiato medicina e altre discipline letterarie e filosofiche a Napoli presso lo Studium fondato dall'imperatore Federico II di Svevia oggi noto come Università degli Studi di Napoli Federico II. Ancora in tenera età Francesco si ammala gravemente e la mamma Margherita prega San Francesco d'Assisi affinché interceda per la sua guarigione facendo voto di portarlo sulla tomba del Santo una volta guarito e di coltivarne la vocazione francescana qualora si fosse manifestata. Di lì a poco il bambino ritorna in perfetta salute e la mamma come promesso lo porta in pellegrinaggio ad Assisi. Successivamente Francesco ricorderà quel viaggio nei suoi scritti autobiografici: "Quando, in puerili aetate, vedens ipsa Assisium propter votum, quod de me fecerat, secum me portari fecit". Ad Assisi frate Angelo Tancredi, che era stato tra i primi compagni di San Francesco, predisse alla mamma Margherita che sarebbe diventato frate minore. Terminati gli studi di filosofia, in piena libertà, entra in noviziato tra i francescani (1267) nel convento di Porta Cervara di Fabriano. Durante l'anno di noviziato il 2 agosto 1268 recatosi ad Assisi per l'indulgenza del Perdono incontra frate Leone altro compagno del Poverello d'Assisi. Nel 1272 circa viene consacrato sacerdote. Dedicò tutta la vita alla cura spirituale, culturale e materiale delle anime della città di Fabriano e dei suoi dintorni e in particolare si adoperò:
- alla cura spirituale, come instancabile annunciatore del Vangelo, confessore e predicatore. La sua azione apostolica non si limitò solo a Fabriano ma si ricorda il suo passaggio anche a Staffolo, al castello di Accola (vicino la città di Jesi) e a Cagli. Molti i miracoli a lui attribuiti in vita tra cui la guarigione di malati e infermi;
- alla cura culturale, dotando, tra i primi nell'Ordine dei Frati Minori, il proprio convento di una pregevole biblioteca ad uso non solo dei frati ma anche della cittadinanza che raccoglieva oltre alla Bibbia e alle opere dei dottori della Chiesa, trattati di filosofia, scienze matematiche, letteratura, cronache e documenti cittadini. Egli affermava: "La biblioteca è la migliore officina del convento: nella biblioteca come una palestra sana e utile, si scaccia l'oziosità, nemica dello spirito, vi si trova quanto occorre per istruire il popolo, vi si affilano le armi contro gli assalti degli eretici";
- alla cura materiale, offrendo lui stesso cibo ed aiuto ai poveri che bussavano alle porte del convento. Data l'insufficienza degli spazi del convento di Porta Cervara nel 1282, grazie a donazioni ed elemosine, avviò la costruzione del nuovo convento e della chiesa di San Francesco di Fabriano in contrada Val Povera nel luogo dove San Francesco, venuto a Fabriano nel 1209, aveva predetto avrebbero dimorato i suoi frati. Il complesso monumentale, terminato con la solenne consacrazione della chiesa solo nel 1398 (il convento era stato ultimato nel 1302), diventerà centro religioso e culturale, con la sua biblioteca, della città di Fabriano. Purtroppo, prima saccheggiato dalle truppe francesi (1810) poi in larga parte demolito (1864/65) per la cieca furia anticlericale seguita all'Unità d'Italia oggi il suo patrimonio risulta in parte distrutto e in parte disperso.

Guardiano del convento di San Francesco di Fabriano nei bienni 1316-1318 e 1318-1320, Francesco Venimbeni muore, già in fama di santità, il 22 aprile 1322. Scriveranno di lui: "Col vigore della fortezza, col rigore dell'austerità, col nitore dell'umiltà era sempre rimasto fanciullo".

## Scritti
Particolarmente impegnato nello studio della teologia, i suoi scritti ("Chronica Marchiæ et Fabriani", "De veritate et excellentiâ Indulgentiæ S. Mariæ de Portiuncula", "Opusculum de serie et gestis Ministrorum Generalium", "Ars Prædicantium", oltre a diversi "Discorsi" ed altri libri) sono andati perduti quasi interamente.

## Culto
Subito dopo la sua morte, fu venerato come beato. Infine papa Pio VI confermò detto culto nel 1775. Il corpo del beato è oggi custodito nella Chiesa di Santa Caterina d'Alessandria di Fabriano.